# Чемпионат Польши по баскетболу 2014/2015
Польская баскетбольная лига 2014/2015 (пол. Polska Liga Koszykówki 2014/2015) — 81-й розыгрыш высшей профессиональной баскетбольной лиги Польши.
В конце регулярного сезона восемь лучших команд выйдут в плей-офф. Победитель плей-офф станет чемпионом Польши.

## Изменения в формате турнира
Сезон 2014/2015 в Польской баскетбольной лиге стал первым после трёхлетнего периода, который перед сезоном 2011/2012 основал так называемую «контрактную лигу». Вместе с этим 25 и 26 марта 2014 года в Юзефуве была проведена встреча Совета Польской баскетбольной лиги с представителями клубов, выступавшими в Польской баскетбольной лиге в сезоне 2011/2012. Во время неё было утверждено несколько изменений, которые вступили в силу в течение последующих трёх сезонов (начиная с сезона 2014/2015) и которые расширили существование «контрактной лиги».
На основе результатов этой встречи были введены следующие изменения:
- переподписание с «взносом» к лиге,
- замена предыдущих скидок к квоте «взносов» к лиге[uwaga 1] финансовыми вознаграждениями,
- каждой команде (также выступающие в европейских кубках) надо будет иметь в составе хотя бы 6 польских игроков[uwaga 2],
- введение финансового вознаграждения за завоевание медали,
- введение дополнительного лицензионного сбора за наём иностранного тренера,
- прекращение трактования Единой лиги ВТБ европейским кубковым турниром – таковыми будут считаться только Евролига, Кубок Европы и Кубок вызова ФИБА,
- телевизионные трансляции будут вестись только со спортивных площадок, которые будут иметь соответствующее освещение и не будут предназначены для проведения соревнований по другим видам спорта[2][1]
- отмена платы за комиссаров и судей[3].

В марте 2014 года также было подписано новое спонсорское соглашение с Tauron Group, в соответствии с которым компания обеспечивает в сезоне 2014/2015 польский баскетбол 5 миллионами злотых.

## Команды

### Право участия
Среди команд, выступавших в Польской баскетбольной лиге в сезоне 2013/2014, право участвовать в розыгрыше лиги в сезоне 2014/2015 в соответствии с регламентом турнира потеряла «Котвица» (Колобжег), которая два сезона подряд занимала одно из двух последних мест в лиге. Клуб, однако, рассматривал возможность покупки «уайлд-кард», с помощью которой он мог продолжить выступление в лиге. В конце концов, активисты команды из Колобжега отказались от этой возможности и первоначально приобрели её для участия в розыгрыше 1-й баскетбольной лиги Польши в сезоне 2014/2015, а потом, из-за отсутствия поддержки со стороны города, клуб снялся с турнира, и был объявлен банкротом.
Другими командами, которые участвовали в Польской баскетбольной лиге в сезоне 2013/2014 и получили право выступать в лиге в сезоне 2014/2015, стали:
- «Анвил» (Влоцлавек),
- «Ассеко Проком» (Гдыня),
- «Кошалин»,
- «Энерга Чарни» (Слупск),
- «Езёро» (Тарнобжег),
- «Турув» (Згожелец),
- «Полфарма» (Старогард-Гданьский),
- «Роса» (Радом),
- «Стелмет» (Зелёна-Гура),
- «Шлёнск» (Вроцлав),
- «Трефл» (Сопот)[8].

Кроме того, право участия в Польской баскетбольной лиге в сезоне 2014/2015 получил победитель 1-й лиги в сезоне 2013/2014:
- «Полфармекс» (Кутно)[9].

Приглашение для участия в Польской баскетбольной лиге в сезоне 2014/2015 получили:
- «Домброва-Гурнича»[10],
- «Перники» (Торунь),
- «Старт» (Люблин),
- «Вильки Морске» (Щецин)[9].

Для участия в Польской баскетбольной лиге также был приглашён «Кросно», который, однако, этим не воспользовался, желая попасть в высший дивизион спортивным способом.
Для приобретения «уайлд-кард», дающей право играть в Польской баскетбольной лиге в сезоне 2014/2015, также были приглашены:
- «Заглембе» (Сосновец),
- «Полония» (Варшава)[12].

В итоге, «Полония» (Варшава) не смогла собрать требуемые средства и не стала использовать право участия в Польской баскетбольной лиге в сезоне 2014/2015, решив сосредоточиться на участии во 2-й лиге. Также, «Заглембе» (Сосновец), из-за отсутствия поддержки со стороны города Сосновец, в итоге отказался от приобретения «уайлд-кард» и решил участвовать в розыгрыше 1-й лиги в сезоне 2014/2015.

### Команды и стадионы
| Клуб             | Город               | Стадион                                               | Вместимость | Сезон 2013/2014               | Главный тренер     |
| ---------------- | ------------------- | ----------------------------------------------------- | ----------- | ----------------------------- | ------------------ |
| Анвил            | Влоцлавек           | Хала Мистшув                                          | 4 200       | 4-й (РС), ЧФ (плей-офф)       | Мариуш Недбальский |
| Ассеко (Гдыня)   | Гдыня               | Гдыня Арена                                           |             | 7-е (РС), ЧФ (плей-офф)       | Давид Дедек        |
| Вильки Морске    | Щецин               | Арена Щецин                                           |             | 7-е (1-я лига)                | Михайло Увалин     |
| Езёро            | Тарнобжег           | Дворец спорта и отдыха «Висла» имени Альфреда Фрейера |             | 11-е (РС)                     | Збигнев Пышняк     |
| Домброва-Гурнича | Домброва-Гурнича    | Спортивно-развлекательный центр                       | 2 944       | 5-е (1-я лига)                |                    |
| Зелёна-Гура      | Зелёна-Гура         | Дворец спорта и отдыха                                |             | 2-й (РС), финалист (плей-офф) | Сашо Филиповский   |
| Кошалин          | Кошалин             | Спортивно-развлекательный центр                       | 3 000       | 8-е (РС), ЧФ (плей-офф)       | Игор Миличич       |
| Кутно            | Кутно               |                                                       |             | 3-е (1-я лига)                | Ярослав Крысевич   |
| Перники          | Торунь              | Спортивно-развлекательный центр                       |             | 1-е (1-я лига)                | Гжегож Совиньский  |
| Полфарма         | Старогард-Гданьский | Дворец спорта имени Анджея Груббого                   |             | 10-е (РС)                     | Томаш Янковский    |
| Роса             | Радом               | Дворец спорта и отдыха                                | 2 500       | 5-й (РС), 4-е (плей-офф)      | Войцех Каминьский  |
| Старт            | Люблин              | Дворец спорта и отдыха                                |             | 8-е (1-я лига)                | Доминик Дервиш     |
| Трефл (Сопот)    | Сопот               | Ergo Arena                                            | 15 000      | 3-й (РС), 3-е (плей-офф)      |                    |
| Турув            | Згожелец            | Турув Арена                                           |             | 1-е (РС), чемпион (плей-офф)  | Миодраг Райкович   |
| Чарни            | Слупск              | Дворец спорта Грыфя                                   | 2 454       | 6-й (РС), ЧФ (плей-офф)       | Деян Миятович      |
| Шлёнск           | Вроцлав             | Хала Орбита                                           | 3 000       | 9-е (РС)                      | Эмил Райкович      |

### Процесс лицензирования
У клубов, участвующих в Польской баскетбольной лиге, было время на подачу заявки на участие в этом розыгрыше до 1 июля 2014 года. Каждый из них должен был предоставить бюджетные гарантии на сезон 2014/2015 в размере не менее 2 миллионов злотых, которые должны бы были указывать на отсутствие каких-либо финансовых задолженностей, и иметь площадку, удовлетворяющую требованиям. Процесс лицензирования начался 15 июля 2014 года.
К процедуре лицензирования было допущено 16 команд: 11 участников Польской баскетбольной лиги сезона 2013/2014, победитель 1-й лиги сезона 2013/2014 и 4 участника 1-й лиги, которые получили приглашения со стороны Польской баскетбольной лиги. 17 июля Проверочная комиссия Польской баскетбольной лиги попросила часть клубов исправить недочёты в документации до 24 июля. 25 июля на совете Польской баскетбольной лиги им была выдана лицензия на участие в сезоне 2014/2015.
28 июля Польская баскетбольная лига объявила, что лицензии на участие в сезоне 2014/2015 получили 13 клубов: «Анвил», «Ассеко Проком», «Кошалин», «Энерга Чарни», «Езёро», «Вильки Морске», «Домброва-Гурнича», «Перники», «Роса», «Зелёна-Гура», «Трефл», «Старт» и «Шлёнск». Остальные 3 команды: «Турув», «Полфарма» и «Кутно», не смогли получить лицензию с первого раза, но сохранили за собой право на обжалование решения Совета Польской баскетбольной лиги в Апелляционном совете Польской баскетбольной ассоциации в течение 7 дней с момента первоначального решения. По совместному обращению клубы получили лицензию на участие в Польской баскетбольной лиге сезона 2014/2015 — «Турув» и «Полфармекс» получили их 1 августа, а «Полфарма» — 4 августа.

## Регулярный чемпионат

### Турнирная таблица
| Поз. | Команда          | И  | В  | П  | ОЗ   | ОП   | +/-  | О  | Квалификация или выбывание |
| ---- | ---------------- | -- | -- | -- | ---- | ---- | ---- | -- | -------------------------- |
| 1.   | Зелёна-Гура      | 22 | 18 | 4  | 1734 | 1556 | +178 | 40 | Попадание в плей-офф       |
| 2.   | Кошалин          | 22 | 16 | 6  | 1870 | 1621 | +249 | 38 | Попадание в плей-офф       |
| 3.   | Роса             | 22 | 16 | 6  | 1741 | 1569 | +192 | 38 | Попадание в плей-офф       |
| 4.   | Турув            | 21 | 16 | 5  | 1969 | 1757 | +212 | 37 | Попадание в плей-офф       |
| 5.   | Шлёнск           | 22 | 14 | 8  | 1756 | 1654 | +102 | 36 | Попадание в плей-офф       |
| 6.   | Ассеко Проком    | 22 | 13 | 9  | 1714 | 1666 | +48  | 35 | Попадание в плей-офф       |
| 7.   | Энерга Чарни     | 21 | 13 | 8  | 1642 | 1583 | +59  | 34 | Попадание в плей-офф       |
| 8.   | Полфармекс       | 23 | 10 | 13 | 1758 | 1819 | -61  | 33 | Попадание в плей-офф       |
| 9.   | Перники          | 22 | 10 | 12 | 1729 | 1666 | +63  | 30 |                            |
| 10.  | Трефл            | 22 | 10 | 12 | 1793 | 1810 | -17  | 32 |                            |
| 11.  | Анвил            | 22 | 10 | 12 | 1671 | 1755 | -84  | 32 |                            |
| 12.  | Домброва-Гурнича | 22 | 7  | 15 | 1745 | 1867 | -122 | 29 |                            |
| 13.  | Вильки Морске    | 23 | 6  | 17 | 1782 | 1960 | -178 | 29 |                            |
| 14.  | Старт            | 22 | 6  | 16 | 1677 | 1868 | -191 | 28 |                            |
| 15.  | Езёро            | 22 | 6  | 16 | 1838 | 2040 | -202 | 28 |                            |
| 16.  | Полфарма         | 22 | 5  | 17 | 1785 | 2033 | -248 | 27 |                            |

## Клубы, участвующие в европейских клубных турнирах

### В сезоне 2014/2015
| Турнир (на начало сезона)        | Клубы (место в сезоне 2013/2014) | Основание отбора    | Результат                                                                                              |
| -------------------------------- | -------------------------------- | ------------------- | --- |
| Регулярный сезон Евролиги        | Турув (1)                        | Чемпион; лицензия B | Выбыл после регулярного сезона (6-е место в группе C); Кубок Европы: 1/8 финала                        |
| Квалификационный турнир Евролиги | Зелёна-Гура (2)                  | Финалист плей-офф   | Проиграл в 1/4 финала квалификационного турнира; Кубок Европы: регулярный сезон (5-е место в группе F) |

### Комментарии
1. ↑  Эти скидки распределялись между другими клубами за допуск молодого игрока к игре или посещаемость домашней арены и между польскими тренерами.
2. ↑  Также поддерживались правила о необходимости игры хотя бы двух игроков в матче чемпионата Польши.
3. ↑  Из этой квоты Tauron переводит деньги Польской баскетбольной лиге, Женской баскетбольной лиге, мужской сборной Польши по баскетболу и женской сборной Польши по баскетболу.